# Димитриос Занас
 Тази статия е за лекаря и революционер.  За внука му юрист вижте Димитриос Занас (юрист).  
Димитриос Занас (на гръцки: Δημήτριος Ζάννας) е гръцки лекар и революционер, деец на Гръцката въоръжена пропаганда в Македония от началото на XX век с влашки произход.

## Биография
Димитриос Занас е роден в 1850 година във влашкото село Ливади. Той е родоначалник на големия гъкомански род Занас. Димитриос завършва начално образование в родното си село. Завършва медицина в Германия и работи като лекар. Мести се да живе в Солун. Включва се в гръцката пропаганда в Македония като агент от първи ред. Занас е уважаван и познат на турците като лекар, което му позволява да се придвижва необозпокоявано и да бъде координатор на гръцката пропаганда в Македония. Димитриос става президент на Червения кръст в Солун и съдейства за откриването на болница в града. Занас умира в 1915 година в Солун. На негово име е кръстена улица в Солун.
Негови синове са Константинос и Александрос Занас, а внук - юристът и общественик Димитриос Занас (1920 – 2013).